# Pietro Maria Fragnelli
Pietro Maria Fragnelli (* 9. března 1952 Crispiano) je italský římskokatolický duchovní a biskup Trapani.

## Život
Narodil se 9. března 1952 v Crispianu.
Vstoupil do Papežského regionálního semináře v Molfettě a poté přešel do Papežského římského většího semináře. Teologické vzdělání získal na Papežské lateránské univerzitě. Dne 26. června 1977 byl vysvěcen na kněze a inkardinován do arcidiecéze Taranto. Pokračoval ve studiu na Papežském biblickém institutu, kde získal licenciát z biblistiky a na Univerzitě La Sapienza titul z filosofie.
Od roku 1979 byl farním vikářem farnosti svatého Antonína v Tarantu, diecézním asistentem Federazione universitaria cattolica italiana a učitelem na místním lyceu. O čtyři roky později se stal farářem farnosti Svatého Kříže. Roku 1987 odešel do Říma. Působil jako úředník sekce pro všeobecné záležitosti Státního sekretariátu. Později byl jmenován spirituálem Papežského římského většího semináře a od roku 1996 až do biskupského jmenování vedl seminář jako jeho rektor.
Dne 14. února 2003 jej papež Jan Pavel II. jmenoval biskupem Castellanety. Biskupské svěcení přijal 29. března z rukou kardinála Camilla Ruiniho a spolusvětiteli byli arcibiskup Benigno Luigi Papa a biskup Martino Scarafile.
Od 27. listopadu 2004 do 29. srpna 2005 a od 19. září 2009 do 24. dubna 2010 byl apoštolským administrátorem diecéze Oria.
Dne 24. září 2013 byl papežem Františkem ustanoven biskupem Trapani.